# Stemmadenia oaxacana
Stemmadenia oaxacana là một loài thực vật có hoa trong họ La bố ma. Loài này được L.O.Alvarado mô tả khoa học đầu tiên năm 2007.